# Stybbskål
Stybbskål (Geopyxis carbonaria) är en svampart som först beskrevs av Alb. & Schwein., och fick sitt nu gällande namn av Pier Andrea Saccardo 1889. Stybbskål ingår i släktet Geopyxis och familjen Pyronemataceae.  Arten är reproducerande i Sverige. Inga underarter finns listade i Catalogue of Life.

## Källor

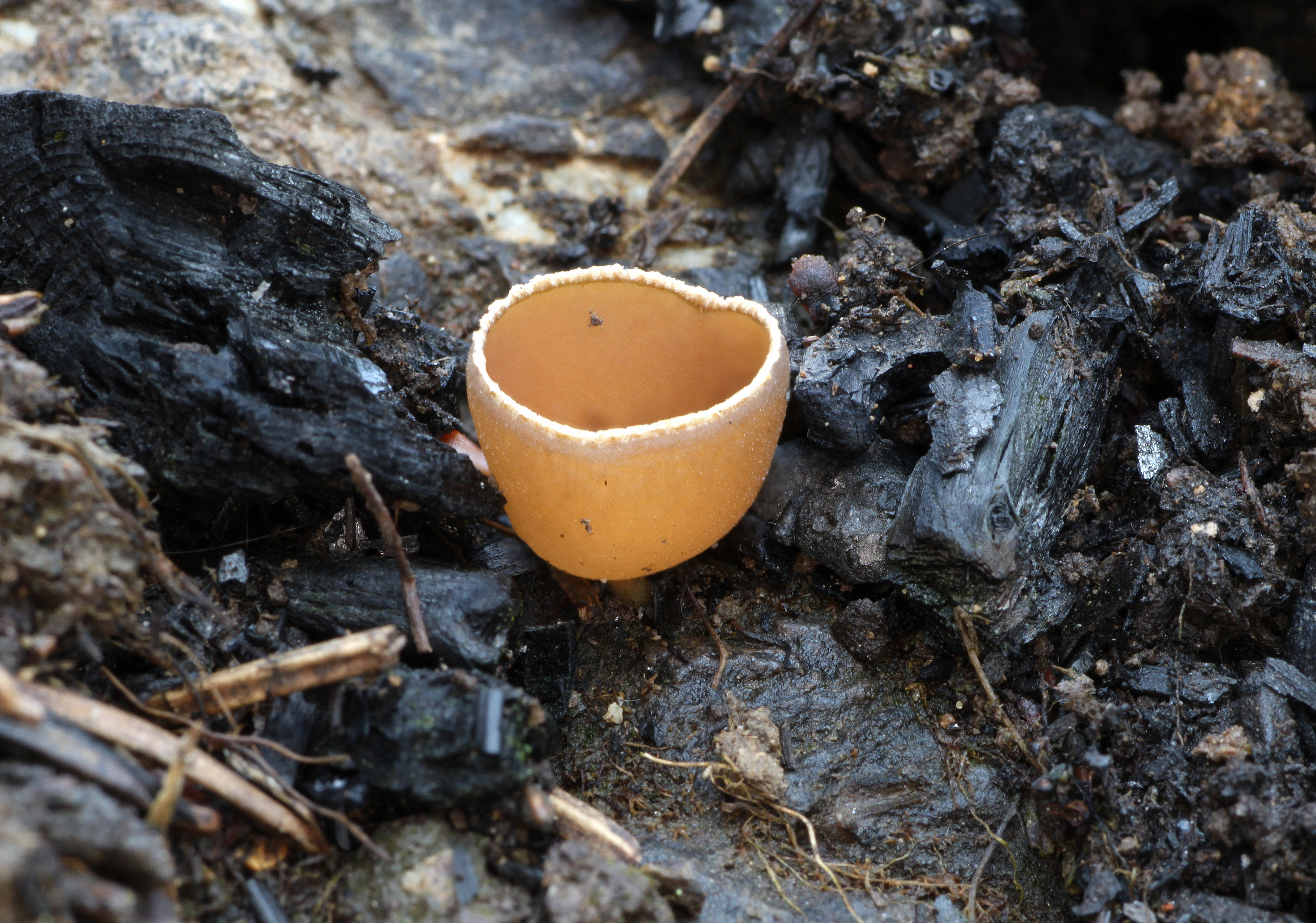